# Phare de Nootka
Le phare de Nootka est un phare situé à la pointe sud-est de l'île Nootka sur la côte ouest de l'île de Vancouver, dans le District régional de Strathcona (Province de la Colombie-Britannique), au Canada.
Ce phare est géré par la Garde côtière canadienne .
Ce phare patrimonial  est répertorié par la Loi sur la protection des phares patrimoniaux (en)  en date du 7 février 2014.

## Histoire
Le premier phare est entré en service en 1911 sur l'île Nootka. Il marque l'entrée nord de la baie de Nootka. C'était une maison de gardien de deux étages avec une lanterne sur le toit.  
Les bâtiments d'habitation et celui de la corne de brume ont été reconstruits en 1958. Il est doté d'un hélipad.

## Description
Le phare est une tour pyramidale blanche, avec une galerie et lanterne rouge, de 12 m de haut. Il émet, à une hauteur focale de 31 m, un éclat intense blanc toutes les 12 secondes. Sa portée nominale est de 19 milles nautiques (environ 35 km). 
Cette station légère est pourvue de personnel dans deux bâtiments de deux étages.Elle est adjacente à la réserve indienne d'Yuquot, qui est accessible en été par le bateau de tourisme ou par le taxi d'eau de la Rivière D'or
Identifiant : ARLHS : CAN-343 - Amirauté : G-5219 - NGA : 14088 - CCG : 0105 .

## Caractéristique duFeu maritime
Fréquence : 12 secondes (W)
- Lumière : 0.2 seconde
- Obscurité : 11.8 secondes

|                         |
| Localisation Île Nootka |

|                   |
| Station de Nootka |

### Lien connexe
- Liste des phares de la Colombie-Britannique